# Razlike između hrvatskoga i srpskoga književnog jezika
Razlike između hrvatskoga i srpskoga književnog jezika jezikoslovna je studija dr. Petra Guberine i dr. Krune Krstića, objavljena 1940. godine u izdanju Matice hrvatske (Tisak "Tipografije" D.D. Zagreb).
Guberina je dao popis razlika između hrvatskoga i srpskoga književnoga jezika. Navedene su glasovne razlike, morfološke, sintaktičke i stilističke: iz svakoga područja po nekoliko desetaka strukturnih razlika. Također, samo su spomenute razlike u naglasku, za koje je autor rekao da su previše brojne i uočljive; dio razlika pripada kasnije definiranim područjima semantike i pragmatike, pa ih Guberina nije spomenuo pod tim imenom. Iza rasprave naslova: Zašto možemo govoriti o posebnom hrvatskom književnom jeziku, slijedi mali razlikovni rječnik što ga je sastavio Kruno Krstić, a koji sadrži 4500 riječi.

## Odjeci i kasnija sudbina
Studija Guberine i Krstića bila je odlično primljena u hrvatskoj javnosti i ostavila je silan dojam te je utjecala na opću svijest, iako »knjiga nije doduše bila lingvistički posve dobro utemeljena i srpska joj je kritika, uz teške napadaje, našla i pojedine stvarno slabe strane.« U knjizi jezikoslovca Pavla Ivića Srpski narod i njegov jezik, autor odbacuje tvrdnje pisaca.
U doba NDH rasprava je praktički ignorirana, jer se jezično zakonodavstvo više bavilo povratkom na stari, korijenski pravopis zagrebačke škole, a Hrvatski pravopis iz 1941. godine kojem je Guberina suautor, s Krunom Krstićem i Franjom Ciprom, uništen je u tiskari (sačuvan u prijelomu po prvi put je objelodanjen 1998. godine). Nakon 1945. godine i inauguriranja novoga vala jezičnoga unitarizma, Razlike su bile proskribirana knjiga.[nedostaje izvor]
Guberinina je rasprava (bez razlikovnoga rječnika) kasnije pretisnuta u časopisu "Jezik", god. 44., br. 5., 161. – 200., Zagreb, lipanj 1996.
Studija je pretiskana 1977. godine u Njemačkoj, u Mainzu od nakladnika Liber Croaticus Verlag.

## Vanjske poveznice
- Petar Guberina: Zašto možemo govoriti o posebnom hrvatskom književnom jeziku, Jezik, Vol. 44 No. 5, 1996.